# Мохамед Доу
Мохамед Садег Доу (нар. 20 червня 1994) — лівійський футболіст, півзахисник.

## Життєпис
У 10-річному віці разом з батьками приїхав до Києва. Навчався в арабській школі, де поступово вивчав російську та українську мови. Згодом батьки повернулися до Лівії, а Мохамед залишився в Україні здобувати вищу освіту. Футбольну кар'єру в Україні розпочав у складі аматорського клубу «Локомотив» (Київ). Згодом отримав запрошення від «Чайки» (Петропавлівська Борщагівка), але вирішив відмовити команді. Згодом повтоно отримав пропозицію від клубу з Петропаловської Борщагівки й цього разу погодився на перехід. У сезоні 2016/17 років зіграв 5 матчів в чемпіонаті України. Наступного сезону також виступав за команду з Петропавлівської Борщагівки в аматорському чемпіонаті України. У 2018 році стало відомо, що чайка розпочне сезон у Другій лізі чемпіонату України. У цьому турнірі Мохамед дебютував 22 липня 2018 року в переможному (3:0) виїзному поєдинку 1-о туру групи А проти чернівецької «Буковини». Доу вийшов на поле в стартовому складі та відіграв увесь матч, а на 34-й хвилині отримав жовту картку.